# آلي ريدل
آلي ريدل (بالإنجليزية: Ally Riddle)‏ هو لاعب كرة قدم بريطاني في مركز الوسط، ولد في 17 يونيو 1941 في Arbroath ‏ في المملكة المتحدة. لعب مع دندي يونايتد ونادي مونتروز لكرة القدم.